# En blomst
|  | Denne artikel er oprettet af botten PalnaBot ud fra en ekstern database. Den kan derfor have sproglige fejl eller mangler. Denne skabelon kan fjernes efter kontrol af indholdet. |

En blomst er en film instrueret af Lars von Trier.

## Handling
En dreng finder et blomsterløg i rendestenen og planter det ude i naturen, som ellers er truet af kraner og gravkøer. Det spirer og bliver til en blomst. Da han er ude for at se til blomsten, flyver der nogle militærfly hen over himlen, og de falder ned. Et lynglimt markerer en eksplosion. Drengen ligger blødende og livløs på jorden, ved siden af ham er blomsten, knækket (kilde: Peter Schepelerns bog "Lars von Triers elementer - en filminstruktørs arbejde, 1997).